# 國家藝術基金會爵士大師獎
國家藝術基金會爵士大師獎（英語：NEA Jazz Masters）是國家藝術基金會為了表彰爵士音樂家的工作成果而頒發的年度獎項，而一年最多僅有7人能夠獲獎，這同時也是美國爵士樂音樂家的最高榮譽。而獲獎者除了能夠得到25,000美元的獎金外，同時國家藝術基金會也會邀請獲獎者參與由其舉辦的爵士樂相關活動，包括有現場表演活動、相關音樂會以及課堂講座等。